# Сэйвакай
Сэйвакай (яп. 清和会 сэйвакай) — контактный стиль каратэ, основанный в 1996 году кантё Адемиром да Костой.
В 1996 году Адемир да Коста покинул расколовшуюся организацию IKO, основал собственный стиль и создал Международную организацию Сэйвакай. Первый турнир по Сэйвакай состоялся через два года — в 1998 году.
Сэйвакай является агрессивным стилем, стратегия боя в котором направлена на достижение победы нокаутом. Эта особенность стиля проистекает из стиля поведения в бою его основателя — Адемира да Косты. Помимо классической ударной техники в этом стиле также применяются захваты, подсечки и другие борцовские приёмы.
В настоящее время Сэйвакай развивается, в основном, в Бразилии, однако есть представительства и в других странах — России, США, Японии, Кювейте, а также  в странах Латинской Америки - Чили, Боливии, Уругвае.

## Правила спортивных поединков
Соревнования по Сэйвакай происходят в полный контакт, спортивные поединки проходят на боксёрском ринге. Из технических элементов разрешаются подножки, подсечки и захваты одной рукой. Как и в Кёкусинкай, запрещены удары рукой в голову и болевые приёмы (удушение, болевое удержание). Победа присуждается только в том случае, когда один из соперников не может более продолжать бой.

## Степени и пояса
В Сэйвакай десять ученических (кю) и шесть мастерских (дан) степеней. 
- 10-9-й кю — белый пояс;
- 8—7-й кю — синий пояс;
- 6—5-й кю — жёлтый пояс;
- 4—3-й кю — зелёный пояс;
- 2—1-й кю — коричневый пояс;
- 1—6 дан — чёрный пояс.

## Сэйвакай в России
Бранч-чифом стиля Сэйвакай в России и Европе является Сергей Желтоухов. 19 июня 2008 года при участии Адемира да Косты в Химках прошёл первый в России международный турнир по Сэйвакай. В этом турнире третье место занял представитель России — Тариел Николеишвили. Среди женщин первое место заняла россиянка Юлия Трушина.